# Anastasia Zouïeva (actrice)
Pour les articles homonymes, voir Zouïeva.
Anastasia Platonovna Zouïeva (en russe : Анастасия Платоновна Зуева), née le 17 décembre 1896 à Spasskoïe dans l'Empire russe et morte le 23 mars 1986 à Moscou, est une actrice soviétique.

## Biographie
Anastasia Zouïeva née le 19 décembre 1894 dans une riche famille paysanne, fille de Platon et Praskovia Zouïev. Elle perd son père à l'âge de 4 ans.
Elle étudie quelque temps au gymnase féminin Olginsky de Toula, puis, intègre l'école d'art dramatique au sein du Théâtre d'art de Moscou dont elle sort diplômée en 1915. En 1916, elle devient actrice du Théâtre d'art de Moscou.
En 1928, elle incarne avec succès la Mère dans Ountilovsk de Leonid Leonov, puis Matriona dans l'adaptation du roman Résurrection de Lev Tolstoï, Korobochka dans Les Âmes mortes de Nicolas Gogol mise en scène spécialement pour le Théâtre d’art par Mikhaïl Boulgakov. L'actrice a joué ce rôle avec brio de 1932 jusqu'à la fin de sa vie sur scène et également dans le film de Leonid Trauberg sorti en 1960.
L'actrice est apparue pour la première fois au cinéma en 1932 dans le film Prosperity de Iouri Jeliaboujski. Elle est connue pour ses rôles de conteuses dans les films de contes de fées soviétiques réalisés par Alexandre Rou.
Anastasia Zouïeva a aussi travaillé à la radio et a participé au doublage de dessins animés. Elle a laissé des mémoires.
Décédée à l'âge de 92 ans le 23 mars 1986 à Moscou, elle est enterrée au cimetière de Novodievitchi.

## Filmographie
- 1940 : La Voie lumineuse (Светлый путь) de Grigori Alexandrov : Agraféna
- 1940 : Le Revizor (Ревизор) de Vladimir Petrov : Fevronia Pochlepkina
- 1955 : Vassek Troubatchev et ses camarades (Васёк Трубачёв и его товарищи) : tante Dounia
- 1958 : La Fiancée venue de l'autre monde (Жених с того света) de Leonid Gaïdaï : Anna Mikhaïlovna
- 1960 : Les Âmes mortes (Miortvye douchi) de Leonid Trauberg : Korobotchka
- 1960 : Résurrection (Воскресение, Voskresenie) de Mikhaïl Schweitzer
- 1964 : Morozko (Морозко) d'Alexandre Rou : conteuse
- 1964 : Il était une fois un gars (Живёт такой парень) de Vassili Choukchine : vieille Marfa
- 1968 : Par feu et par flammes (Огонь, вода и… медные трубы) de Alexandre Rou : conteuse
- 1969 : La Belle Barbara à la natte longue (Варвара-краса, длинная коса) d'Alexandre Rou : conteuse
- 1969 : Les Cornes d'or (Золотые рога) d'Alexandre Rou : conteuse